# Mosdenia
Mosdenia es un género monotípico de plantas herbáceas de la familia de las poáceas. 'Mosdenia leptostachys' es originario de Sudáfrica.

## Descripción
Es una planta perenne; estolonífera (los estolones con catafilos densamente imbricados). Los culmos alcanza un tamaño de 10-90 cm de alto; herbácea; no ramificado arriba. Los internudos de los culmos son sólidos. Plantas desarmadas.  Los brotes jóvenes intravaginales. Las hojas son mayormente basales (las de los tallos con hojas reducidas), o no agregadas basales; no auriculadas. Las láminas lineales a linear-lanceoladas; estrechas; de 5 mm de ancho (y   12 cm de largo); sin glándulas multicelulares abaxiales; sin venación;    persistentes. La lígula es una membrana laciniada de 0,3-0,5 mm de largo. Son plantas bisexuales, con espiguillas bisexuales; con los floretes hermafroditas. Las espiguillas de formas sexualmente distintas en la misma planta, o todos por igual en la sexualidad; hermafrodita, o hermafrodita y estéril (los que están en la punta de la inflorescencia a veces reducida).

## Taxonomía
Mosdenia leptostachys fue descrita por (Ficalho & Hiern) Clayton y publicado en Kew Bulletin 25(2): 250. 1971.
Etimología
Mosdenia nombre genérico que se refiere al lugar  geográfico de Mosdene, en Transvaal. 
citología
El número de la base del cromosoma es de: 2n = 40. 
Sinonimia
- Mosdenia phleoides (Hack.) Stent
- Mosdenia transvaalensis Stent
- Mosdenia waterbergensis Stent
- Perotis phleoides Hack.
- Sporobolus leptostachys Ficalho & Hiern[3]